# Uche Okechukwu
  Uche Okechukwu    (Lagos, 27 de setembre de 1967) és un exfutbolista nigerià de la dècada de 1990. Adoptà la nacionalitat turca amb el nom Deniz Uygar.
Fou internacional amb la selecció de futbol de Nigèria.
Pel que fa a clubs, destacà a Fenerbahçe SK.